# 이재식
이재식(李在植, 1955년 4월 5일 ~ )는 대한민국의 제8대 서울특별시 동대문구의원이고, 전라남도 진도군 출신이다.

## 학력
- 목포공업고등학교 졸업
- 경희대학교 경영대학원 경영학과 석사 졸업

## 경력
- 육군 만기 병장 전역
- 동대문구 축구연합회 회장
- 서울시 축구연합 30년사 편찬위원
- 서울시 생활체육회 이사
- 동대문구 생활체육회 회장
- 동대문구 생활체육회 수석부회장
- 서울특별시 축구연합회 자문위원
- 동대문구 희망복지위원회 감사
- 금강산악회 회장
- 제6회 지방선거 유덕열 구청장 후보 후원회장
- 더불어민주당 정책위원회 부의장
- 세계거리춤축제 위원회 이사
- 장안1동 호남향우회 부회장
- 장안1동 희망복지위원회 감사
- 2020.04 ~ 2022.06 제8대 서울특별시 동대문구의회 의원
- 2020.04 ~ 2020.07 제8대 서울특별시 동대문구의회 전반기 복지건설위원회 위원
- 2020.04 ~ 2020.07 제8대 서울특별시 동대문구의회 전반기 예산결산특별위원회 위원
- 2020.07 ~ 2022.06 제8대 서울특별시 동대문구의회 후반기 운영위원회 위원
- 2020.07 ~ 2022.06 제8대 서울특별시 동대문구의회 후반기 행정기획위원회 위원

## 수상
- 2011 박원순 서울시장 표창
- 2015 동대문 경찰서 감사장
- 2017 제19대 대통령 문재인 당선 1급 포상

## 역대 선거 결과
|  | 24.81% |

|  | 59.45% |